# Notre-Dame-du-Cruet
Notre-Dame-du-Cruet település Franciaországban, Savoie megyében. Lakosainak száma 221 fő (2022. január 1.). Notre-Dame-du-Cruet La Chambre, Les Chavannes-en-Maurienne, Saint-Martin-sur-la-Chambre és Saint François Longchamp községekkel határos.

## Népesség
A település népességének változása:
| Lakosok száma | 219  | 223  | 228  | 226  | 228  | 227  | 223  | 219  | 221  |
|               | 2013 | 2015 | 2016 | 2017 | 2018 | 2019 | 2020 | 2021 | 2022 |